# Harry Kellar

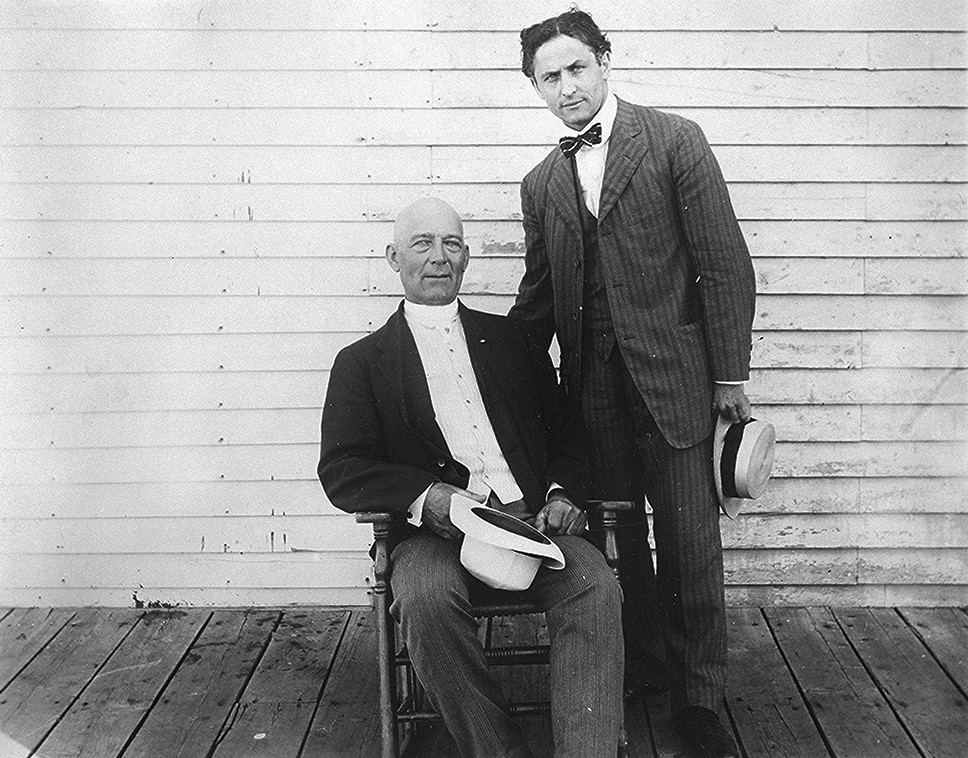
Harry Houdini (debout) aux côtés de Harry Kellar (assis)

Harry Kellar (11 juillet 1849 – 3 mars 1922) est un prestidigitateur américain de la fin du XIXe siècle et début du XXe siècle. Il précède Harry Houdini et succède à Robert Heller. Il a donné des spectacles sur tous les continents. Un de ses tours les plus célèbres était « la lévitation de la princesse Karnack ». 

## Biographie
Son véritable nom était Heinrich Keller, il est né de deux immigrants allemands à Érié en Pennsylvanie.  

## Liens externes

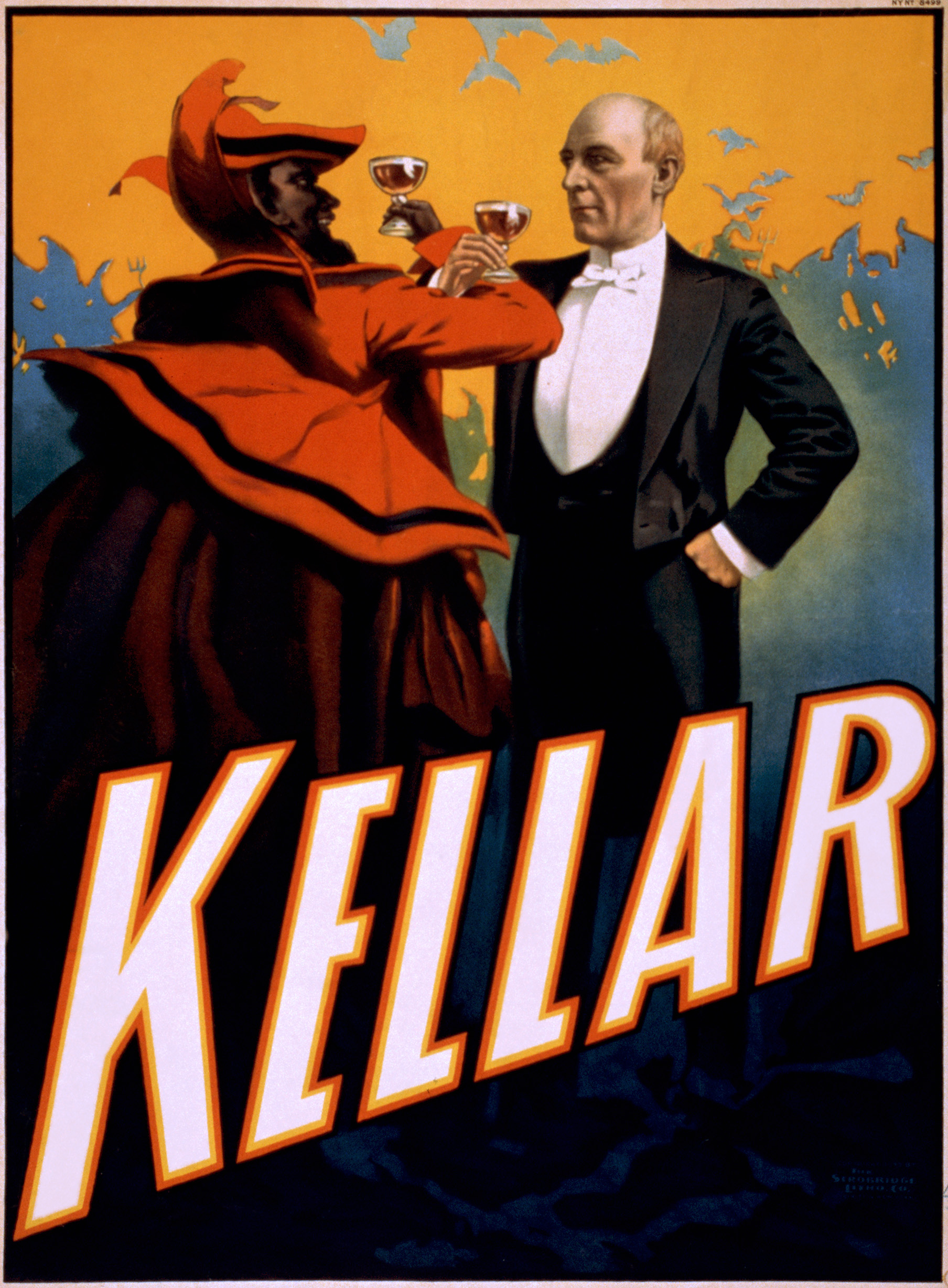
Affiche publicitaire de 1899 inspirée par Faust (ici Harry Kellar) faisant Schmolitz avec le diable.